# Departamento de Casablanca
| Departamento de Casablanca | Departamento de Casablanca |
| -------------------------- | --- |
| Cabecera:                  | Casablanca |
| Superficie:                | km² |
| Habitantes:                | hab |
| Densidad:                  | hab/km² |
| Subdelegaciones:           | - 1ª, Villa Cabecera - 2ª, Tapihue - 3ª, Las Dichas - 4ª, Lagunillas - 5ª, Algarrobo - 6ª, San José - 7ª, Lo Vásquez - 8ª, Margamarga |
| Municipalidades:           | - capital departamental: - Casablanca - otras municipalidades (1891) - Lagunillas - Margamarga                                        |
| Ubicación                  | |
|                            | |

El Departamento de Casablanca es una antigua división territorial de Chile, que pertenecía a la Provincia de Santiago. La cabecera del departamento fue Casablanca. Fue creado sobre la base del antiguo Partido de Casablanca. En 1842 pasa a integrar la Provincia de Valparaíso junto con el Departamento de Valparaíso; y al Departamento de Quillota segregado de la provincia de Aconcagua. Años después se reestructura, anexándose la subdelegación 6.ª, Lagunillas y 7.ª, Algarrobo del Departamento de Melipilla. El 30 de diciembre de 1927, con el DFL 8582, es incorporado con el Departamento de Limache y el antiguo Departamento de Valparaíso, que conforman el nuevo Departamento de Valparaíso. Así integra la nueva Provincia de Aconcagua.
De acuerdo al DFL 8582: 
"El departamento de Valparaíso estará formado por el territorio de los actuales departamentos de Limache, Valparaíso y Casablanca, por la parte de la antigua subdelegación 5.a Lepe, del actual departamento de Melipilla, que queda al Norte de la línea de cumbres entre el cerro del Roble Alto y el cerro de Las Cardas,pasando por el Alto de Carén, el cerro de Los Morros y el paso de los Padrones sobre el Estero de Puangue."
Así, se suprime este departamento. 

## Límites
El Departamento de Casablanca limitaba:
- al norte con el Departamento de Valparaíso y Departamento de Quillota.
- al oeste con el Océano Pacífico.
- al sur con el Departamento de Melipilla, y después con el Departamento de San Antonio.
- Al este con el Departamento de Santiago.

## Administración
La Ilustre Municipalidad de Casablanca se encargaba de la administración local del departamento, con sede en Casablanca, en donde se encontraba la Gobernación de Casablanca.

Con el Decreto de Creación de Municipalidades del 22 de diciembre de 1891, se crean las siguientes circunscripciones† urbanas, cuyos territorios son las subdelegaciones detalladas a continuación, que conforman la Municipalidad de Valparaíso:
| Municipalidad Sede | Subdelegaciones     |
| ------------------ | ------------------- |
| Casablanca         | 1.ª, Villa Cabecera |
| Casablanca         | 2.ª, Tapihue        |
| Casablanca         | 3.ª, Las Dichas     |
| Casablanca         | 4.ª, Lagunillas     |
| Casablanca         | 5.ª, Algarrobo      |
| Casablanca         | 6.ª, San José       |
| Casablanca         | 7.ª, Lo Vásquez     |
| Casablanca         | 8.ª, Margamarga     |

Luego, se crea las municipalidades de Lagunillas y Margamarga, con lo que el Departamento queda delimitado de la siguiente forma:
| Municipalidad Sede | Subdelegaciones     |
| ------------------ | ------------------- |
| Casablanca         | 1.ª, Villa Cabecera |
| Casablanca         | 2.ª, Tapihue        |
| Casablanca         | 3.ª, Las Dichas     |
| Casablanca         | 5.ª, Algarrobo      |
| Casablanca         | 6.ª, San José       |
| Casablanca         | 7.ª, Lo Vásquez     |
| Lagunillas         | 4.ª, Lagunillas     |
| Margamarga         | 8.ª, Margamarga     |

En 1927 con el DFL 8582 se modifica la composición del departamento y con el DFL 8583 se definen las nuevas comunas-subdelegaciones, que entran en vigor el año 1928.

## Subdelegaciones
Las subdelegaciones, cuyos límites asigna el decreto, son las siguientes:
- 1.ª, Villa Cabecera
- 2.ª, Tapihue
- 3.ª, Las Dichas
- 4.ª, Lagunillas
- 5.ª, Algarrobo
- 6.ª, San José
- 7.ª, Lo Vásquez
- 8.ª, Margamarga

## Comunas y Subdelegaciones (1927)
De acuerdo al DFL 8582 del 30 de diciembre de 1927, se suprime el Departamento de Casablanca, que a pasa a formar parte del nuevo Departamento de Valparaíso.
De acuerdo al DFL 8583 del 30 de diciembre de 1927, en el Departamento de Valparaíso se crean las comunas y subdelegaciones con los siguientes territorios, que integraban el antiguo Departamento de Casablanca:
- Casablanca.- Comprende las antiguas subdelegaciones: 1.ª, Villa Cabecera; 2.ª, Tapihue; 3.ª, Las Dichas; 4.ª, Lagunillas; 5.ª, Algarrobo; 6.ª, San José, y 7.ª, Lo Vásquez, del antiguo departamento de Casablanca.
- Quilpué.- Comprende las antiguas subdelegaciones: 7.ª, Quilpué, y 9.ª, Villa Alemana, del antiguo departamento de Limache, la antigua subdelegación 8.ª, Margamarga, del antiguo departamento de Casablanca, y la parte de la antigua subdelegación 5.ª, Lepe, del actual departamento de Melipilla, que ha quedado comprendida dentro del departamento de Valparaíso.

Así, se suprime la comuna de Lagunillas que pasa a integrar la comuna-subdelegación de Casablanca y se suprime la comuna de Margamarga, que pasa a integrar la nueva comuna-subdelegación de Quilpué.